# Лимонен гълъб
Лимоненият гълъб (Columba larvata) е вид птица от семейство Гълъбови (Columbidae).

## Разпространение
Лимоненият гълъб е разпространен в планинските гори на Африка на юг от Сахара, на надморска височина от около 100 до 3000 метра. Среща се в Сиера Леоне, Либерия, Нигерия, Камерун и Габон.

## Хранене
Диетата на тази птица се състои предимно от различни малки плодове, семена, мекотели и насекоми.

## Размножаване
Женската обикновено снася две кремавобели яйца.